# Gonzalo Vargas Abella
Gonzalo Vargas Abella (Montevideo, 22 de setembre de 1981) és un futbolista internacional uruguaià que juga a l'Argentinos Juniors en la posició de davanter.

## Biografia
Nascut a Montevideo, Vargas va jugar al Defensor Sporting Club (2001-2004) de l'Uruguai i al club argentí Gimnasia de La Plata (2005-2006). El 23 de juny de 2008 va ser presentat com al nou davanter de l'Atlas de Mèxic, com a resultat de la sortida de Bruno Marioni de l'equip.
Vargas va tornar a l'Argentina per jugar al club Argentinos Juniors com un préstec per part de l'Atlas. Actualment juga a la primera divisió.
Amb la selecció de futbol de l'Uruguai va jugar un total de 10 partits, marcant 3 gols.

## Palmarès

### Internacional
Uruguai
- Copa Amèrica de futbol 2007: Quarta posició.